# Gerald Arthur Rickards
Gerald Arthur Rickards, britanski general, * 1886, † 1972.